# Kínai Kommunista Párt
A Kínai Kommunista Párt (KKP) a Kínai Népköztársaság kormányzó pártja. A világ legnagyobb pártja: az alapszervezetek száma 5,25 millió, tagjainak száma 100 millió.

## A párt tagsága
A KKP 2025. július 1-jére, a párt alapításának évfordulójára időzítve közzétette, hogy tagjainak száma 2024-ben először meghaladta a 100 milliót és elérte a 100 027 000 főt. A megelőző évhez képest a növekedés 1,1% volt, ami lassulást jelent a korábbi évekhez képest. A tagok 30,9%-a volt nő, 7,7% tartozott etnikai kisebbséghez. A munkások és parasztok aránya 33%. Az alapszervezetek száma 5,25 millió.
Hszi Csin-ping (Xi Jin-ping) pártfőtitkár-államfő útmutatása alapján a pártépítés során elsődlegesnek a minőséget tartják; a tagfelvételi folyamat szigorú kritériumokat vesz figyelembe és évekig tart. Az utóbbi években megnyirbálták a párttagok előjogait, folyamatos a korrupció elleni küzdelem és az ideológiai továbbképzés.
2024 végén 21,4 millió ember állt sorban a párttagságért. A fiatalok hasznosnak tartják a párttagkönyvet a stabilabb, bár a magánszektornál rosszabbul fizető állami állások elnyeréséért. 2025-re az államigazgatásban 40 000 állást hirdettek meg, és ezekre 2,59 millió jelentkező volt.

## A Kínai Kommunista Párt felépítése
Kína legfontosabb politikai szervezete a Kínai Kommunista Párt, amelynek vezető szerepét a jelenleg hatályos alkotmány preambuluma is rögzíti. A KKP gyakorlatilag a hatalom kizárólagos birtokosa, s bár a KNK-ban hivatalosan „többpártrendszer” van, a többi politikai párt jelentéktelen bábszervezetnek mondható.

A KKP zászlaja

A KKP erősen hierarchikus szervezet, s felépítését tekintve különböző szintjei megfelelnek a kínai államszervezet szintjeinek. Ez azt jelenti, hogy ugyanúgy, mint a kormányzatban, a pártapparátusban is megkülönböztethető a központi, a tartományi, a megyei és a járási szint (az egyes városok szintje a város rangjától függően ezeknek a szinteknek felelhet meg). Emellett létezik egy ötödik szint is, az úgynevezett „egységek” (danwei) szintje, ez a legalacsonyabb szervezeti egység, amelyben pártszervezet működik. Az „egység” általában munkahelyet jelent, például gyárat, szövetkezetet, kutatóintézetet, diákok esetén iskolát, illetve munkanélkülieknél a lakóhelyi bizottságot. A danweinek hagyományosan jóval nagyobb befolyása van az emberek sorsára, mint más kultúrákban a munkahelyeknek: a fizetés mellett ez biztosíthatja a lakást, a természetbeli juttatásokat, az egészségügyi ellátást, vezeti az ember személyi aktáját, különböző engedélyeket adhat ki vagy tagadhat meg (például házasság, válás). Emiatt a danwei-beli pártszervezeteknek igen jelentős hatalma van az emberek felett. Ugyanakkor a „reform és nyitás” kezdete óta a danwei-rendszer bomlásnak indult, s ez hozzájárult ahhoz, hogy a pártnak a társadalom feletti uralma némileg csökkent.
A párt különböző szintű szervei hasonló elven épülnek fel, mint az állami szervek. Minden szinten létezik egy viszonylag nagy létszámú testület, amely ritkán ülésezik, de elvben a legnagyobb hatalommal rendelkezik. Ennek van egy kisebb bizottsága, amely a fontosabb tagokat tömöríti, s valamivel gyakrabban összeül. Ezen kívül létezik egy még szűkebb körű testület, amely az adott szint legfontosabb néhány személyiségéből áll. Elviekben minél nagyobb egy testület, annál nagyobb a hatalma; valójában ennek az ellenkezője igaz: a legkisebb csúcstestület rendelkezik a legnagyobb hatalommal, s a nagyobb bizottságok, gyűlések munkája gyakran kimerül e szűk testület döntéseinek jóváhagyásában. Ezen az elven működnek például a különböző szintű népi gyűlések, illetve a KKP szervei is. Az alábbiakban csak a KKP központi szerveit mutatjuk be.
A párt legfontosabb testülete – elméletileg – az országos pártkongresszus. Ez a legnagyobb létszámú párttestület, a legutóbbi néhány alkalommal a küldöttek létszáma 1500 fő körül mozgott. Mao alatt igen rendszertelenül ülésezett, Teng Hsziao-ping (Deng Xiaoping) reformjainak kezdete óta ötévenként ül össze. A párkongresszus nagyszabású, ünnepélyes eseménynek számít, ez határozza meg a KNK következő években követendő politikáját, illetve elvileg ez választja meg a Központi Bizottságot a következő kongresszusig.
A Központi Bizottság (KB) jóval kisebb, mint a kongresszus, bár ez is jó néhány száz tagból áll. Évente egyszer-kétszer ülésezik, s tagjai általában egyéb fontos posztokat is betöltenek. A KB-ülések (ezeket nevezik a nyugati irodalomban plénumoknak) sokkal inkább szolgálnak a szűkebb vezetés által hozott döntések jóváhagyására, mint új döntések hozatalára. A KB-tagság különféle privilégiumokkal jár, ezek közül az egyik legfontosabb az információkhoz való hozzájutás. A KB-tagokat elméletileg a pártkongresszus választja, valójában azonban a jelöltek listáját, amelyen nem, vagy csak alig szerepel több személy, mint a betöltendő helyek száma, a Politikai Bizottság állítja össze, s a kongresszus csupán jóváhagyja a listát.
A Politikai Bizottság (PB) általában 14-24 főből áll, tagjai általában a KKP legszűkebb körű vezetéséhez tartoznak, de a legfontosabb döntéseket nem itt hozzák, hanem a párt csúcsszervében, a Politikai Bizottság Állandó Bizottságában (ÁB). Ez utóbbinak általában 4-6 csúcsvezető a tagja, akik a feltételezések szerint hetente tanácskoznak (Az ÁB-ülések idejét, témáját s az ezeken hozott döntéseket általában nem hozzák nyilvánosságra).

Fiatal lány a Népi Felszabadító Hadsereg egyenruhájában, 1972

A párt vezetője 1982-ig a pártelnök volt, ezt a tisztséget azonban eltörölték, hogy nehogy egyes vezetők ismét túl nagy hatalomra tegyenek szert. Azóta a KKP legfontosabb tisztségviselője a főtitkár, ő hívja össze a PB-t és az ÁB-t, s elnököl ezen testületek ülésein. A főtitkár munkáját segíti a titkárság, amely fontos szerepet játszik a PB- és ÁB-határozatok előkészítésében, megszövegezésében és végrehajtatásában.
A fentieken kívül jelentős központi szerv még a párt Központi Katonai Bizottsága, amely a Népi Felszabadító Hadsereget ellenőrzi.
Az egyes tartományi jogú egységekben a központhoz hasonlóan épül fel a párthierarchia, az állami szervekkel párhuzamosan, s ugyanez vonatkozik a megyékre, járásokra és a városokra is. Minden szinten minden döntéshozó szervnek különböző osztályai, alszervei, speciális alegységei működnek, mind a pártban, mind a kormányzatban. A kommunista rendszerek egyik jellemzője, hogy a párt- és az állami szervek nincsenek élesen elválasztva egymástól, a legtöbb állami vezető egyben pártvezető is, s igen gyakori a tisztséghalmozás. Mindennek eredményeképpen a jelenlegi kínai a világ legösszetettebb, legbonyolultabb és legtöbb embert foglalkoztató bürokráciája.

## A kommunista párt hatalma és legitimációja
A kínai kommunista párt 1949-ben fegyveres erővel szerezte meg a Kína feletti uralmat (leszámítva Tajvant, amely máig – bár egyre csökkenő mértékben – a Kuomintang ellenőrzése alatt áll). A Kínai Népi Felszabadító Hadsereg győzelme a következő évtizedekre nem csupán biztosította, hanem legitimálta is a KKP uralmát, hiszen Kína korábbi történelmében minden rezsim fegyveres úton került hatalomra, így a fegyveres hatalomátvétel nemcsak hogy elfogadott volt, de gyakorlatilag más legitimációt a kínai hagyomány nem is ismert. A katonai győzelem tehát igazolta a győztes sikerének jogosságát, hiszen azt jelezte, hogy az Ég (illetve a 20. században: a nép) a győztes mellett áll.
Hatalomra kerülése után a KKP fokozatosan a háttérbe szorított minden más politikai erőt, a KKP-n kívüli politikai és társadalmi szervezetekkel csak névleg osztotta meg a hatalmat. Ugyanakkor az első évtizedekben a saját maga által létrehozott állami szervezeteket is gyakran megkerülte, jelentéktelenné tette: az Országos Népi Gyűlés például afféle szavazógépként működött, a valódi döntéseket a pártvezetésben hozták. Erre az időszakra különösen jellemző volt a hatalomgyakorlás informális módja, a különböző döntéshozó testületek megkerülése, még a párton belül is. A pártkongresszust igen rendszertelen időközönként hívták össze (például az 1956-os VIII. kongresszus után a következőt csupán 1969-ben rendezték), s számos fontos döntést informális „pártértekezleten”, „tanácskozáson” stb. hoztak meg, a Központi Bizottság ülése helyett.
A kínai politikai életre ma is – bár a jelek szerint egyre csökkenő mértékben – jellemző az intézmények viszonylagos gyengesége a személyiségekkel szemben. Teng Hsziao-ping (Deng Xiaoping), aki csaknem két évtizeden át a KNK legnagyobb hatalmú politikusa, megfellebbezhetetlen tekintélyű vezetője volt, sosem viselte az államelnöki vagy a pártelnöki tisztséget (s pártfőtitkár is csak akkor volt, amikor e poszt még nem számított a legfontosabbak közé).
A KKP-n kívüli szervezetek felszámolásával, bábszervezetté tételével, illetve a párthierarchia és a párton belüli formális döntési mechanizmusok gyakori semmibe vételével a KNK első évtizedeiben a politika élet gyakorlatilag nem jelentett mást, mint a pártvezetésen belüli frakciók, csoportosulások egymással való küzdelmét. Mindezért elsősorban Mao Ce-tung (Mao Zedong) volt a felelős, aki egyrészt megteremtette a KKP egyeduralmát, másrészt pedig – mivel a KKP-n belül nem sikerült olyan egyszemélyes uralomra szert tennie, amilyet például Sztálin gyakorolt az SZKP-ban – kénytelen volt gyakran megkerülni a hivatalos pártfórumokat, kijátszani egymás ellen a különböző érdekcsoportokat, s a saját tekintélyére támaszkodva, formális határozatok nélkül megvalósítani elképzeléseit. Többek között ez vezetett aztán a kulturális forradalom tragédiájához, amelynek során Mao attól sem rettent vissza, hogy a tömegeket bevonja a saját, párton belüli ellenfelei elleni harcába. A következmények ismertek. Mindenesetre a kulturális forradalom tapasztalatai a Mao utáni vezetést arra sarkallták, hogy igyekezzen betartani a pártalkotmányt és követni a megszabott döntéshozatali procedúrát, így az 1970-es évek második felétől az előírt időközönként ülésezik a pártkongresszus, a fontos döntéseket a Központi Bizottság is jóváhagyja, sőt formai szempontból az ONGY is az alkotmány előírásai szerint működik.
A KNK megalakulásától kezdve a párton kívüliek tömege elsősorban eszköz a pártvezetés kezében a célok megvalósításához, nem pedig a politika irányítója. Ezt jelzi a kínai tömegpolitizálás kampányjellege: a felső vezetés – általában a sajtón keresztül – megindít egy kampányt, amit a tömegek engedelmesen végigvisznek, egészen addig, amíg a vezetés jónak nem látja a mozgalomnak véget vetni.  Alulról jövő kezdeményezésnek a kínai politikában nemigen van helye. Amikor az elmúlt évtizedekben a „nép”, amelyre a hivatalos dokumentumok oly sokat hivatkoznak, szerepet akart vállalni a kínai politika irányításában (például „száz virág” mozgalom 1957-ben, a Csou En-laj (Zhou Enlai) emlékére rendezett tüntetések 1976-ban, a diákmozgalmak 1989-ben), a pártvezetés rövid úton – akár erőszakkal is – közbelépett. A kampánypolitizálás a 21. században is szokásban van, a kampányok jellege azonban megváltozott. Míg az 50-es, 60-as, 70-es években a felülről indított mozgalmak elsősorban politikai jellegűek voltak, s ennek megfelelően gyakran erőszakkal is jártak (jobboldal-ellenes kampány, „Bíráljuk Konfuciuszt, bíráljuk Lin Piao (Lin Biao)t!”), addig a 80-as évektől a kampányok megszelídültek, s inkább a gazdasággal, közbiztonsággal, s a mindennapi életet érintő problémákkal foglalkoznak (lásd az 1990-es évek prostitúció- és drogellenes kampányait). Ennek oka egyrészt az, hogy a kínai nép belefásult az állandó kampányokba – az 1970-es évek első felének számos mozgalma már érdektelenségbe fulladt –, másrészt pedig az, hogy a vezetés igyekszik távol tartani a tömegeket a politikától.

## A KKP eddigi vezetői

### A Kínai Kommunista Párt elnökei
- Csen Tu-Hsziu (1922–1925)
- Mao Ce-tung (Mao Zedong) (1945–1976)
- Hua Kuo-feng (1976–1981)
- Hu Jao-pang (Hu Yaobang) (1981–1982)

1982-ben a pártelnöki tisztséget megszüntették. 1980 óta a párton belül a legfontosabb pozíció a pártfőtitkáré.

### A Kínai Kommunista Párt eddigi főtitkárai
- Csen Tu-hsziu (Chen Duxiu) (1921–1922; 1925–1928)
- Hsziang Csung-fa (Xiang Zhongfa) (1928–1931)
- Li Li-szan (Li Lisan), ügyvezető (1929–1930)
- Vang Ming (Wang Ming), ügyvezető (1931)
- Po Ku (Bo Gu), más néven Csin Pang-hszian (Qin Bangxian) (1932–1935)
- Csang Ven-tien (Zhang Wentian), más néven Lo Fu (Luo Fu) (1935–1943)
- Teng Hsziao-ping (Deng Xiaoping) (1956–1966)
- Hu Jao-pang (Hu Yaobang) (1980–1987)
- Csao Ce-jang (Zhao Ziyang) (1987–1989)
- Csiang Cö-min (Jiang Zemin) (1989–2002)
- Hu Csin-tao (Hu Jintao) (2002–2012)
- Hszi Csin-ping (Xi Jinping) (2012–)

A pártelnöki tisztség 1982-es megszüntetése előtt a főtitkár főleg adminisztratív feladatokat látott el, s alá volt rendelve a pártelnöknek. 1980-tól gyakorlatilag, 1982-től hivatalosan is a párton belül a legfőbb funkció a főtitkáré.